# Задни-Стршитеж
Задни-Стршитеж (чеш. Zadní Střítež, бывш. нем. Hinter Strietesch) — муниципалитет на юге Чешской Республики, в Южночешском крае. Входит в состав района Табор.
Один из самых малонаселённых муниципалитетов Чехии.

## География
Расположен в северо-восточной части района, в 21 км к северо-востоку от города Табор и в 66 км к северо-востоку от Ческе-Будеёвице.
Граничит с муниципалитетом Пойбуки (с запада), а также с муниципалитетом Техобуз (с северо-востока) и городом Пацов (с востока и юго-востока) района Пельгржимов.
Между Пойбуки и Пацовом четырежды в день по рабочим дням ходит автобус.

## История
В 1381 году впервые упоминаются часовня и пруд в деревне, известной в XIV веке как поместье.
После 1616 года построен особняк, с 1717 года деревня относилась к имению Млада-Вожице.
Имеется липа, возраст которой оценивается в 600 лет, а окружность ствола превышает 6 м.

### Изменение административного подчинения
- 1850 год — Австрийская империя, Цислейтания, Богемия, край Ческе-Будеёвице, политический район Табор, судебный район Млада-Вожице;
- 1855 год — Австрийская империя, Цислейтания, Богемия, край Табор, судебный район Млада-Вожице;
- 1868 год — Австро-Венгрия, Цислейтания, Богемия, политический район Табор, судебный район Млада-Вожице[6];
- 1920 год — Чехословацкая Республика, Пражская жупания[чеш.], политический район Табор, судебный район Млада-Вожице;
- 1928 год — Чехословацкая Республика, Чешская земля, политический район Табор, судебный район Млада-Вожице;
- 1939 год — Протекторат Богемии и Моравии, Богемия, область Табор, политический район Табор, судебный район Юнгвощиц[7];
- 1945 год — Чехословацкая Республика, Чешская земля, административный район Табор, судебный район Млада-Вожице[8];
- 1949 год — Чехословацкая республика, Йиглавский край, район Пацов[9];
- 1960 год — ЧССР, Южночешский край, район Табор;
- 2003 год — Чехия, Южночешский край, район Табор, ОРП Табор.

## Население
| Год  | Численность | Численность |
| ---- | ----------- | ----------- |
| 1869 | 349         | [ 10 ]      |
| 1880 | 340         | [ 10 ]      |
| 1890 | 347         | [ 10 ]      |
| 1900 | 343         | [ 10 ]      |
| 1910 | 329         | [ 10 ]      |
| 1921 | 304         | [ 10 ]      |
| 1930 | 282         | [ 10 ]      |
| 1950 | 193         | [ 10 ]      |
| 1961 | 173         | [ 10 ]      |
| 1970 | 135         | [ 10 ]      |
| 1980 | 87          | [ 10 ]      |
| 1991 | 68          | [ 10 ]      |
| 2001 | 46          | [ 10 ]      |
| 2011 | 31          | [ 10 ]      |
| 2014 | 29          | [ 11 ]      |
| 2016 | 30          | [ 12 ]      |
| 2017 | 34          | [ 13 ]      |
| 2018 | 39          | [ 14 ]      |
| 2019 | 34          | [ 15 ]      |
| 2020 | 35          | [ 16 ]      |
| 2021 | 32          | [ 17 ]      |
| 2022 | 33          | [ 18 ]      |
| 2023 | 33          | [ 19 ]      |
| 2024 | 33          | [ 20 ]      |
| 2025 | 36          | [ 3 ]       |

По переписи 2011 года в деревне проживал 31 человек (из них 20 чехов и 11 не указавших национальность, в 2001 году — все чехи), из них 11 мужчин и 20 женщин (средний возраст — 55 лет).
Из 30 человек старше 14 лет 12 имели базовое (в том числе неоконченное) образование, 15 — среднее, включая учеников (из них 2 — с аттестатом зрелости).
Из 31 человека 13 были экономически активны (в том числе 2 безработных), 15 — неактивны (13 неработающих пенсионеров, 1 рантье и 1 иждивенец).
Из 11 работающих 1 работал в сельском хозяйстве, 6 — в промышленности, 2 — в строительстве, 1 в образовании, 1 в здравоохранении.